# 威廉·特羅斯特-埃孔
威廉·特羅斯特-埃孔（英語：William Troost-Ekong，1993年9月3日—）是一名奈及利亞職業足球員，現效力希臘足球超級聯賽球隊PAOK，奈及利亞國家足球隊成員。

## 榮譽
奈及利亞國家隊
- 非洲國家盃亞軍 : 2023

### 個人
- 非洲國家盃最佳球員 : 2023